# Јесења изложба УЛУС-а (1995)
Јесења изложба УЛУС-а (1995) је трајала од 30. новембра до 25. децембра 1995. године. Одржана је у галеријском простору Удружења ликовних уметника Србије, односно у Уметничком павиљону "Цвијета Зузорић", у Београду.

## Каталог
Аутор репродукције на насловној страни је Лазар Вујаклија. Уредник каталога и кустос је Јасминка Плавшић Ђерковић. Она је, такође, била задужена за биографске и каталошке податке.

## Награде
Добитник награде односно монографије на овој Јесењој изложби УЛУС-а је уметник Зоран Петровић.

## Излагачи

### Сликарство
1. Чедомир Бајић
2. Радослав Баћовић
3. Братислав Башић
4. Соња Бриски Узелац
5. Владимир Величковић
6. Зоран Вуковић
7. Шемса Гавранкапетановић
8. Милош Гвозденовић
9. Наташа Дробњак
10. Ђорђе Ђорђевић
11. Александар Ђурић
12. Љиљана Јарић
13. Драгослав Кнежевић
14. Драгана Кнежевић
15. Весна Кнежевић
16. Милутин Копања
17. Милан Краљ
18. Велизар Крстић
19. Радомир Кундачина
20. Маја Љубојевић
21. Душан Ђ. Матић
22. Драган Мојовић
23. Љубица Мркаљ
24. Јосипа Пепа Пашћан
25. Божидар Продановић
26. Љубица Радовић
27. Светозар Самуровић
28. Милан Сташевић
29. Трајко Стојановић Косовац
30. Зоран Тодовић
31. Јелена Трпковић
32. Мирољуб Филиповић
33. Ребека Чешновар

### Вајарство
1. Зоран Богдановић
2. Нандор Глид
3. Момчило Јанковић
4. Момчило Крковић
5. Светозар Мирков
6. Душан Николић
7. Борислава Недељковић Продановић
8. Душан Суботић
9. Зоран Петровић
10. Сава Халугин
11. Невена Хаџи Јованчић

### Графика
1. Синиша Жикић
2. Славко Миленковић
3. Миодраг Млађовић
4. Александар Расулић
5. Нусрет Хрвановић
6. Катарина Шабан
7. Биљана Шево